# Julie Bröckelmann
Julie Bröckelmann, geborene Julie Wagner (* 3. September 1804 in Bremen; † 18. Mai 1848 in Pasewalk) war eine deutsche Theaterschauspielerin und Theaterdirektorin.

## Leben
Sie begann in früher Jugend ihrer theatralische Laufbahn und zwar in Amsterdam unter Direktor F. Haberkorn. Sie spielte zuerst Liebhaberinnen, in welchem Fache sich ihr Talent rasch entwickelte. Ihr nächstes Engagement war Stettin, wo sie nicht minder wie in Amsterdam gefiel. Aber auch in ihren nachfolgenden Wirkungskreisen in Posen und Schleswig errang sie sich die Achtung und Liebe des Publikums. Nachdem sie 1832 Wilhelm Bröckelmann geheiratet hatte, ging sie mit gleichem künstlerischen Erfolg in das Fach der Mütter und Anstandsdamen über. Sie unterstützt ihren Gatten auch wirksam in der Leitung dessen Theatergeschäfte, obgleich sie ihre Kunst nie vernachlässigte. Sie zählte stets mit zu ihren beliebtesten Mitgliedern. Am 18. Mai 1848 starb sie unerwartet in Pasewalk.